# Ruota di reazione

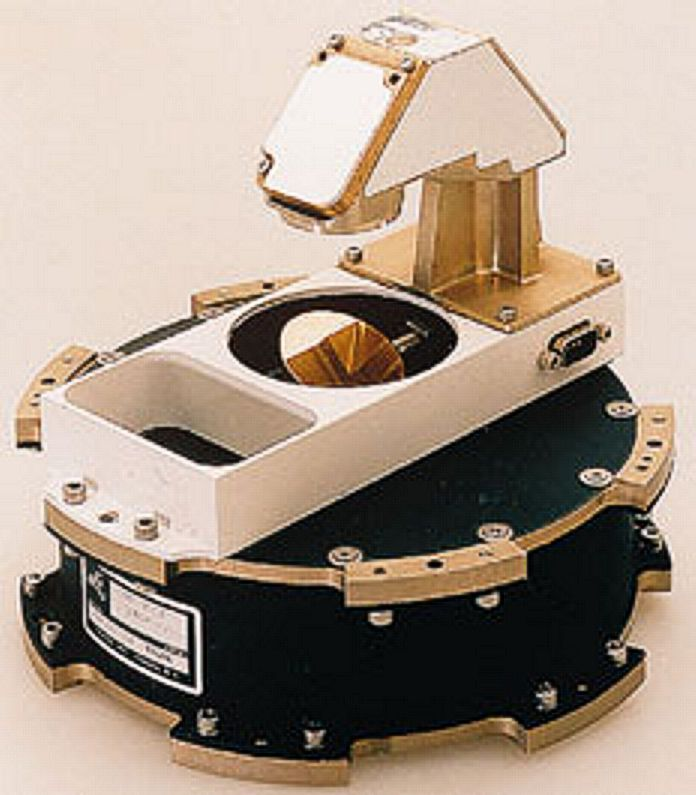
Una ruota di reazione accoppiata ad un sensore conico in grado di mantenere un accurato controllo di assetto del satellite

Una ruota di reazione (abbreviata RW, dall'inglese reaction wheel) è un dispositivo per il controllo di assetto impiegato su sonde e satelliti artificiali che si compone principalmente di un motore elettrico accoppiato ad un volano.

## Funzionamento
Mettendo in rotazione il volano, il satellite ruoterà proporzionalmente in senso opposto in modo da mantenere costante il momento angolare del sistema; una volta raggiunto l'orientamento desiderato, il volano viene fermato e la rotazione del satellite cessa. Le ruote di reazione propriamente dette sono normalmente ferme e vengono azionate solo quando è necessario variare l'assetto del satellite. In corrispondenza di ripetute azioni di coppie e momenti esterni, però, può essere necessario nel tempo un aumento della velocità di rotazione di riferimento a cui corrisponde la rotazione nulla del satellite. Le ruote di reazione possono solo far ruotare il satellite attorno al suo centro di massa e non traslarlo da un punto ad un altro. La configurazione minima prevede l'installazione di una ruota di reazione per ciascuno dei tre assi corpo, ma per garantire una ridondanza in caso di guasto si impiegano quattro ruote in configurazione tetraedrica. 

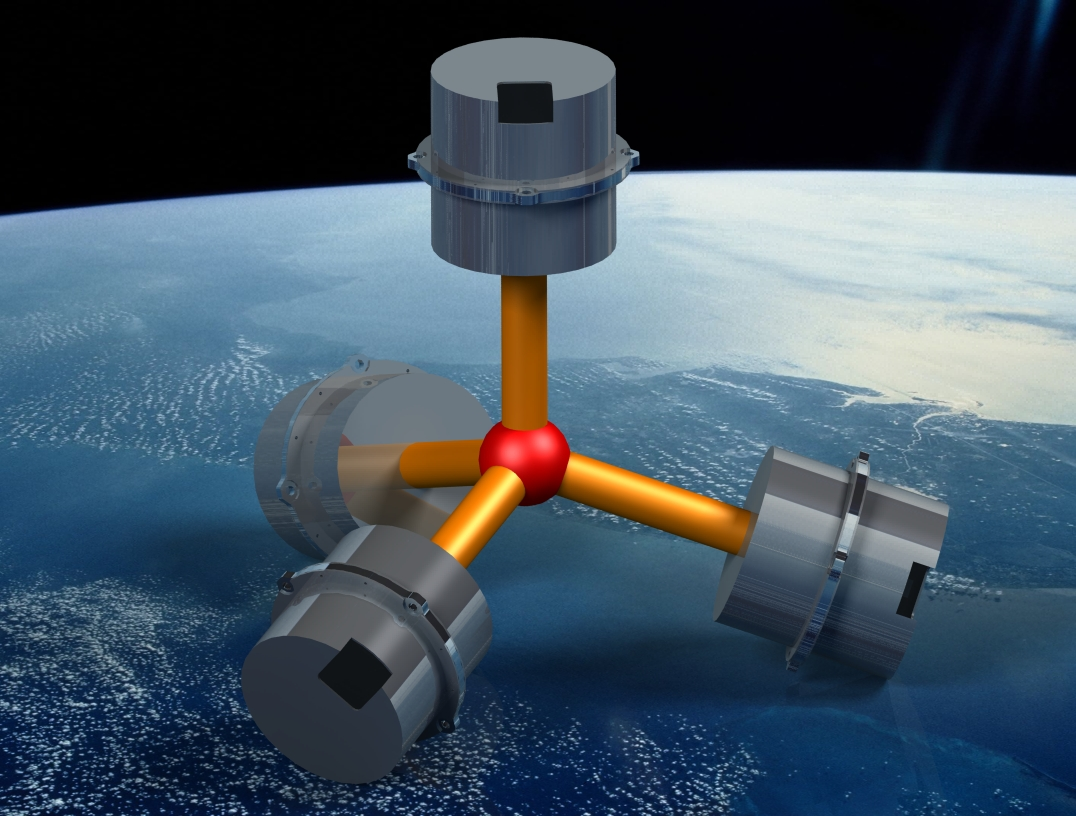
Disposizione a tetraedro di quattro ruote di reazione

Le ruote di reazione sono facilmente controllabili, hanno una massa trascurabile rispetto all'intero satellite e la variazione temporanea delle loro velocità permettono piccoli cambiamenti angolari risultando così ottimali nel garantire un preciso controllo di assetto, in particolare per satelliti equipaggiati con telecamere o telescopi.
Una ruota di momento (abbreviata MW, dall'inglese momentum wheel), invece, è una ruota di reazione che viene mantenuta ad una velocità di rotazione pressoché costante in modo da dotare il satellite di una "riserva" di momento angolare. In questo modo un eventuale momento di disturbo esterno verrebbe stabilizzato in una piccola precessione attorno all'asse di rotazione della ruota di momento. Generalmente la ruota di momento (una per satellite) è orientata con l'asse di rotazione ortogonale al piano orbitale in modo da fornire la stabilizzazione sull'asse di beccheggio del satellite. 
Come per le ruote di reazione, con l'accumularsi delle azioni esterne le ruote di momento devono essere di tanto in tanto "desaturate" impiegando i propulsori del satellite in modo da riportarle alle loro velocità di rotazione nominali e non eccedere i limiti strutturali dei loro componenti. In alternativa, in presenza di un campo magnetico esterno (come ad esempio in orbita terrestre bassa), il satellite può variare il suo momento angolare per mezzo di bobine magnetiche ossia elettromagneti che una volta eccitati generano un momento di dipolo in grado di interagire con il campo magnetico planetario.